# Heinrich Pallmann
Heinrich Pallmann (* 14. August 1849 in Stierhöfstetten, Oberscheinfeld, Mittelfranken; † 4. Juli 1922 in München) war ein deutscher Kunsthistoriker.

## Leben
Der Sohn eines Försters besuchte das Gymnasium in Ansbach und studierte danach in München. Aufgrund von finanziellen Schwierigkeiten musste er sein Studium abbrechen und wurde in München Antiquar. Er wechselte dann zur Verlagsbuchhandlung Karl Theodor Völcker in Frankfurt, deren Antiquariat er leitete. 1885 wurde er an der Universität Leipzig promoviert. 1885/86 war er am Freien Deutschen Hochstift zunächst Verwaltungsschreiber, 1886 wurde er Mitglied des Verwaltungsausschusses.
Im Oktober 1888 wurde er Bibliothekar und Verwalter des Kupferstichkabinetts am Städelschen Kunstinstitut. 1891 übernahm er zusammen mit Heinrich Weizsäcker die Leitung der Städelschen Kunstsammlung, er blieb für die Bibliothek und die Kupferstichsammlung zuständig. Zum 1. Mai 1895 wechselte er an die Kupferstich- und Handzeichnungssammlung in München. Deren Direktor war er vom 16. April 1904 bis zu seiner Pensionierung am 1. Mai 1917. Er setzte eine umfassende Reorganisation der Sammlung und Katalogisierung ihrer Bestände um; 1905 wurde die Sammlung in „Königliche Graphische Sammlung“ (heute: Staatliche Graphische Sammlung) umbenannt.

## Veröffentlichungen (Auswahl)
- Sigmund Feyerabend. Sein Leben und seine geschäftlichen Verbindungen (= Archiv für Frankfurter Geschichte und Kunst Neue Folge 7). Völcker, Frankfurt 1881 (Digitalisat).
- Vergleichende Untersuchung der wirtschaftlichen Natur des Kunstgewerbes und der sozialen Stellung der Kunstgewerbetreibenden in der Renaissancezeit und im neunzehnten Jahrhundert. Dissertation Leipzig 1885.
- Simon Moritz von Bethmann und seine Vorfahren. Frankfurt 1898 (Digitalisat).